# 李恩良
李恩良 (1912年—2008年7月28日)是一位中国土木工程师和教育家。浙江大学副校长，浙江工业大学校长。

## 生平
1912年出生于广东新宁，1937年毕业于之江大学土木系，1939年毕业于密歇根大学理学硕士，1941年毕业于康奈尔大学哲学博士。毕业后回国曾担任浙江大学副教授和复旦大学教授，浙江工业大学校长。